# Хайне, Беньямин
Беньямин Хайне (нем. Benjamin Heyne, 1770—1819) — немецкий (моравский) миссионер, врач и естествоиспытатель, руководитель Ботанического сада Лалбагх в Бангалоре.

## Биография
Родился в деревне Добра в Моравии 1 января 1770 года. В 1792 году прибыл в Индию в составе моравской миссии в Транкебар. С 1793 года — на службе в Британской Ост-Индской компании, с 1796 года — в должности ботаника в Самалкотте.
В 1800 году, после завершения четвёртой англо-майсурской войны, Хайне был назначен директором Ботанического сада Лалбагх в Бангалоре. Ему было поручено пополнение коллекций сада с особым вниманием к лекарственным растениям, а также поиск растений, которые можно было бы использовать для лечения малярии. Собрал обширный материал в Коимбатуре и окрестностях Бангалора.
В 1812 году сопровождал Фрэнсиса Бьюкенена во время поездки по Майсуру. В 1813 году прибыл в Лондон для передачи и определения коллекций растений. Часть образцов он передал Джозефу Бэнксу, часть — Альбрехту Вильгельму Роту.
С 1813 года — член Лондонского Линнеевского общества.
Скончался в Ваппере (Мадрасское президентство) 6 февраля 1819 года.

## Некоторые публикации
- Heyne, B. Tracts, historical and statistical, on India. — London, 1814. — 462 p.

## Роды растений, названные именем Б. Хайне
- Heynea Roxb., 1815